# لاكي موتالي
لاكي موتالي (بالإنجليزية: Lucky Mutale) (مواليد 17 فبراير 1955) هو ملاكم زامبي، مثّل بلاده في الألعاب الأولمبية الصيفية 1980.

## روابط خارجية
لاكي موتالي على موقع أوليمبيديا (الإنجليزية)
- لاكي موتالي على موقع اتحاد ألعاب الكومنولث (مؤرشف) (الإنجليزية)